# Kleider Bauer

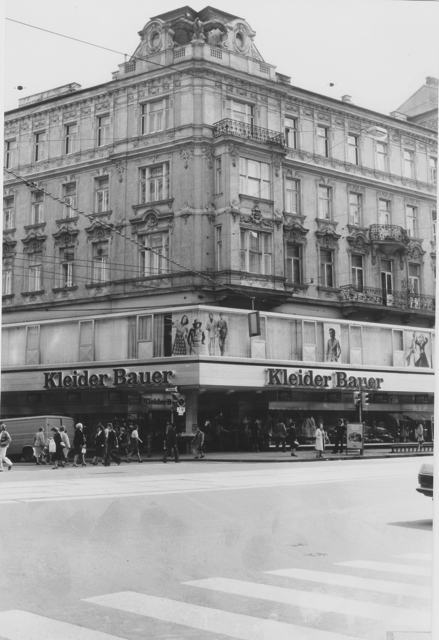
Die erste Kleider Bauer-Filiale in Wien

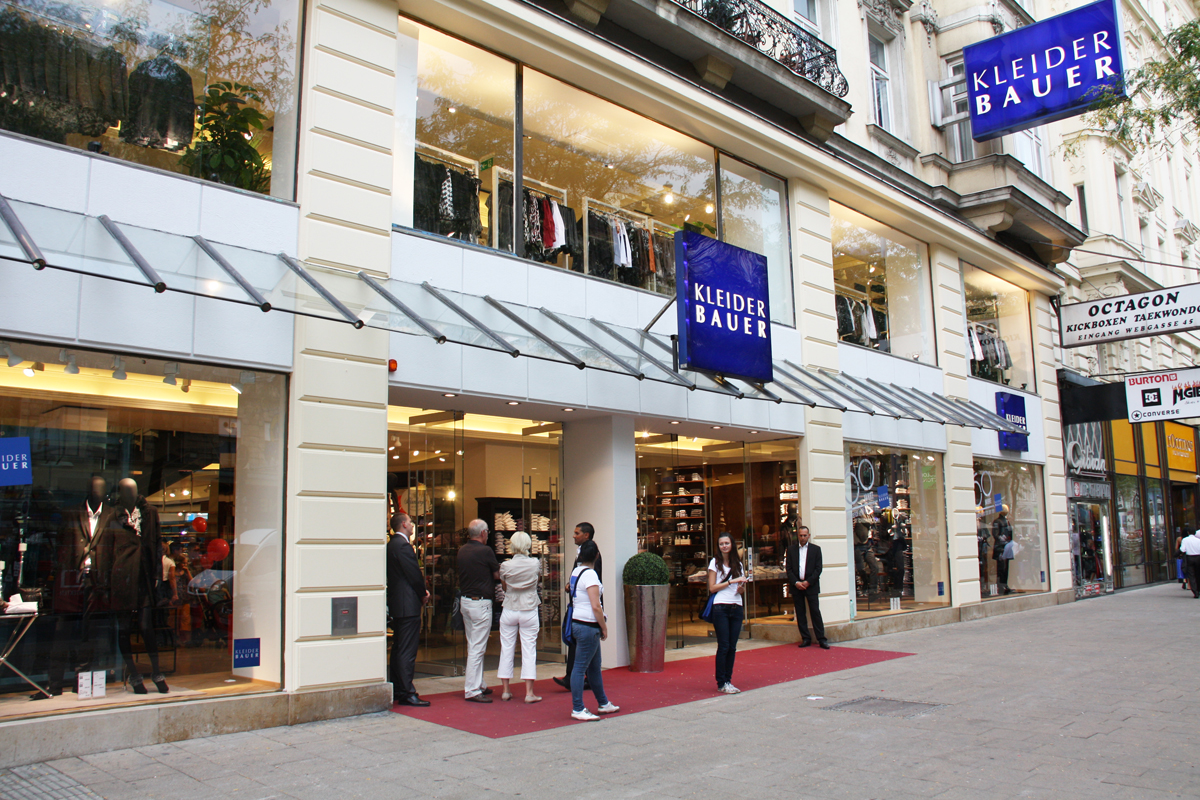
Flagship-Store von Kleider Bauer auf der Wiener Mariahilfer Straße

Kleider Bauer ist ein österreichisches Modeunternehmen mit Sitz in Perchtoldsdorf (Niederösterreich). Es wurde 1951 gegründet. Derzeit führt das Unternehmen 25 Filialen und beschäftigt etwa 1.000 Mitarbeiter in ganz Österreich.

## Geschichte
Im Jahr 1951 eröffnete Kommerzialrat Rudolf Bauer in Wien in der Mariahilfer Straße 111 sein erstes Textilgeschäft, damals ausschließlich für Herrenbekleidung. An diesem Standort befindet sich auch heute noch einer der Flagship-Stores des Unternehmens. Bis 1955 folgten zwei weitere Filialen, in der Mariahilferstraße (1953) und der Floridsdorfer Hauptstraße (1955). Erst 1966 kam eine Filiale für Damen-, Herren- und Kinderbekleidung im 10. Wiener Bezirk hinzu. Seither ist Kleider Bauer Österreichs Modeausstatter für die ganze Familie. 
Zwei Jahre später, 1968, gingen alle vier Geschäfte an die neu gegründete „Kleider Bauer GesmbH,“ hinter der die Familie Otten (50 Prozent) sowie die Familien Bellinger, Cremer und Bartels standen. Fünf Jahre später begann eine Expansion in mehrere Bundesländer. Den Anfang machte eine Bundesländer-Filiale in Graz (1973), es folgten Innsbruck, Leoben, Klagenfurt, St. Pölten, Wiener Neustadt und Shopping City Süd. 1989 machte man mit einem Geschäft in Ungarn den Schritt ins Ausland. 
Im Jahr 1997 begann ein Modernisierungs-Prozess. So übernahm im Folgejahr das Nürnberger Textilunternehmen Wöhrl  51 Prozent von Kleider Bauer und steckte rund 200 Millionen Schilling in die Modernisierung der Filialen. Die Maßnahmen fruchteten jedoch nicht, so dass das Unternehmen im Juni 2000 Insolvenz anmelden musste.
Die österreichische Textilfamilie Graf sprang bereits im Juli 2000 ein und ließ in den nächsten Jahren zahlreiche Filialen renovieren und umbauen. 2004 stießen einige Filialen der insolventen Kette Hettlage hinzu. 2018 eröffnete das Multilabel-Unternehmen seine jüngste Filiale im Auhof Center Wien, 2021 feierte das Unternehmen sein 70-jähriges Jubiläum.

## Filialausstattung, Marketing
In den vergangenen Jahren wurde ein großer Teil der Geschäfte von Kleider Bauer grundlegend renoviert und modernisiert. Alle Filialen sind ausschließlich Multi-Brand-Stores, in denen über 250 Marken wie Hugo Boss, s.Oliver, Tom Tailor, Monari, Joop! oder auch Carl Gross angeboten werden. Von 2008 bis 2010 war der ehemalige Fußballer Hans Krankl Werbegesicht des hauseigenen Herren-Labels Aldo Colitti. 2019 waren die Beachvolleyball-Vizeweltmeister Clemens Doppler und Alex Horst die Testimonials von Kleider Bauer, insbesondere die Action-Fotos in Anzügen, welche in Kooperation mit dem Red Bull Media House entstanden, waren in ganz Österreich zu sehen.

## Wiener Neustädter Tierschützerprozess
Anfang 2011 wurde bekannt, dass im sogenannten Wiener Neustädter Tierschützerprozess nach persönlicher Intervention des Chefs von Kleider Bauer, Werner Graf, die „Soko Bekleidung“ gegründet wurde. Aufgrund dieser Intervention begannen bis zu drei Dutzend Beamte seit April 2007 gegen Tierrechtsaktivisten zu ermitteln. Der als überzogen empfundene Prozess gegen 13 Tierschützer löste in Österreich einen Justizskandal aus. Den Tierschützern wurde vorgeworfen, Mitglieder einer kriminellen Organisation nach § 278a StGB zu sein, sie wurden aber letztendlich in allen Anklagepunkten freigesprochen.